# Козовка (Козовская поселковая община)
Козовка (укр. Козівка) — село в Козовской поселковой общине Тернопольского района Тернопольской области Украины.
До 2020 года входило в Козовский район.
Код КОАТУУ — 6123084620. Население по переписи 2001 года составляло 696 человек.

## Географическое положение
Село Козовка находится у истоков реки Коропец, ниже по течению на расстоянии в 2,5 км расположен посёлок Козова.

## История
- 1697 год — дата основания.

## Объекты социальной сферы
- Школа I ст.
- Клуб.
- Фельдшерско-акушерский пункт.